# Democratie en Ontwikkeling in Eenheid
Democratie en Ontwikkeling in Eenheid (DOE) is een politieke partij in Suriname.

Logo van DOE-partij sinds 2018

## Geschiedenis
De DOE-partij is opgericht op 2 december 1999 te Paramaribo door Monique Essed-Fernandes, prof. dr. Marten Schalkwijk en zeven andere Surinamers. Bij de verkiezingen van 25 mei 2010 heeft de partij een zetel in De Nationale Assemblée (DNA) gekregen dankzij 12.095 stemmen (5,1% van de stemmen). Carl Breeveld is sinds 2010 DNA-lid.
De partij behaalde geen zetels tijdens de verkiezingen van 2020. In 2025 werkt DOE samen met A20 (Alternatief 2020) en PRO (Partij voor Recht en Ontwikkeling). De kandidaten van deze drie partijen staan samen op de lijst van A20.

## Organisatie
Organisatie 2009 - 2018
Het hoofdbestuur bestond uit onder meer Carl Breeveld, Marlyn Aaron, Paul Brandon, Andrew Baasaron, Erwin Vrede en Hortence Forster. Daarnaast is er een ontwikkelingsinstituut en zijn er kernen met een zelfstandig bestuur. Een van deze kernen is een kern zonder geografische ligging, namelijk Jong DOE onder de leiding van Desmond Plet en Marc Refos.
In 2018 volgde Steven Alfaisi Breeveld op als voorzitter, met Gloria Lie Kwie Sjoe als ondervoorzitter. In 2023 werd Alfaisi herkozen voor een tweede termijn.

## Amnestiewet
DNA-lid Breeveld heeft niet voor de Amnestiewet gestemd; hij heeft aangegeven er tegen te zijn. Breeveld heeft zich onthouden van stemmen bij het kiezen van een president in 2010, omdat Desi Bouterse betrokken was als verdachte in een strafzaak. Op de ACP-EU-top gaf hij de leden Ria Oomen en Michael Gahler van het Europees Parlement kritiek op de poging om Suriname te boycotten als plaats van de jaarlijkse top vanwege dat Europa waarde hecht aan democratie, maar het Europees Parlement wel tegen "een democratisch gekozen president van een soevereine staat" ageert.

## Corruptiebestrijding
Suriname heeft het Inter-Amerikaans Verdrag tegen Corruptie in 1996 getekend en als gevolg hiervan werd een ontwerpwet tegen corruptie in 2002 ingediend bij De Nationale Assemblée. Nadat de wet in de eerste ronde in behandeling was genomen is er niets meer gebeurd. Door regering Bouterse-Ameerali is de wet vervolgens teruggenomen om aanpassingen te maken. Sindsdien wacht het parlement op de anti-corruptiewet.
In 2012 organiseerde de partij een lezing over corruptiebestrijding, gegeven door Raissa Biekman, MSc. Zij legde uit wat wetenschappelijk onder corruptie verstaan wordt, hoe diverse organisaties op verschillende wijze corruptie meten en hierover publiceren en hoe corruptie bestreden kan worden. In hetzelfde jaar heeft de partij een petitie met ruim 7.000 handtekeningen aangeboden aan president Bouterse. De president, die bij zijn inauguratie in 2010 heeft opgeroepen tot een kruistocht tegen corruptie, werd gevraagd binnen een maand de anti-corruptiewet bij het parlement in te dienen.
De partij wil de organisatie Transparancy International uitnodigen anti-corruptieworkshops te geven in Suriname. Zolang er geen ombudsman is ingesteld, wil DOE klachten over overheidshandelen inventariseren en via de media naar buiten brengen. Ook wordt er verder gewerkt aan een anti-corruptiewet.

## Staatsraad
Sinds 2012 heeft DOE ook een zetel in de Staatsraad; daar had de partij sinds 2010 recht op. De NDP heeft hierom, verhoudingsgewijs, een zetel moeten inleveren. Namens de partij zit Marlyn Aaron in de Staatsraad.